# Hagasjötjärnen
Hagasjötjärnen är en sjö i Falkenbergs kommun i Halland och ingår i Suseåns huvudavrinningsområde.